# Cheilymenia subhirsuta
Cheilymenia subhirsuta är en svampart som först beskrevs av Heinrich Christian Friedrich Schumacher, och fick sitt nu gällande namn av Jean Louis Emile Boudier 1907. Cheilymenia subhirsuta ingår i släktet Cheilymenia och familjen Pyronemataceae.   Inga underarter finns listade i Catalogue of Life.